# AS Roma Ciclismo
L'Associazione Sportiva Roma Ciclismo (in breve AS Roma Ciclismo) è una società dilettantistica italiana per il ciclismo con sede nella città di Roma.
Fondata nel 1927 insieme alla sezione Calcio e alla sezione di Atletica leggera, la squadra ha una lunga e orgogliosa tradizione di successi a livello nazionale ed internazionale, con numerosi trofei vinti tra cui cinque Campionati Italiani Assoluti a Squadre (Coppa Italia di Ciclismo 1935, 1937, 1951, 1952 e 1972), tre Campionati Europei (Criterium Internazionali delle Nazioni 1935, 1954 e 1957), un Campionato del Mondo Individuale Dilettanti con Luciano Ciancola nel 1952 e un Campionato del Mondo a Squadre con Giovanni Bramucci nel 1968.
La squadra ha anche una ricca storia di successi a livello amatoriale, giovanile e femminile nelle diverse specialità (strada, pista, MTB, durata), con atleti come Alberto Ghilardi, vincitore della medaglia d'oro alle Olimpiadi del 1932 per il Ciclismo su Pista, Ercole Baldini, vincitore del Campionato del mondo di ciclismo su pista nel 1956 e Livio Trapè, vincitore della Cronometro a Squadre alle Olimpiadi di Roma del 1960.
Tra i ciclisti di spicco della società viene annoverato anche Francesco del Zio, detentore del record del mondo imbattuto nel ciclismo su pista nella specialità del Surplace ottenuto il 20 Settembre 1975 al Velodromo Olimpico di Roma.
La AS Roma Ciclismo ha anche eccellenti prestazioni nelle grandi classiche, con Vinicio Corridi vincitore del Giro di Lombardia del 1953 e la vittoria a squadre nel Giro d'Italia Dilettanti del 1972. Nel 1971 la squadra ha anche partecipato al primo e unico derby della Capitale di Ciclismo contro la SS Lazio Ciclismo sulla pista dello Stadio Olimpico di Roma, vincendo per 27-3.

## Storia

### 1927 - 1930: La fondazione
L’A.S. Roma Ciclismo nasce nel 1927, contestualmente alla fondazione dell’Associazione Sportiva Roma, con l'integrazione della sezione ciclistica della Fortitudo Pro Roma. La squadra debutta ufficialmente il 15 agosto 1927 nella Coppa del Re e ottiene subito risultati di rilievo, tra cui il titolo regionale di mezzofondo di Gino Quattrocchi e il titolo regionale su strada di Dioniso D’Ulisse.

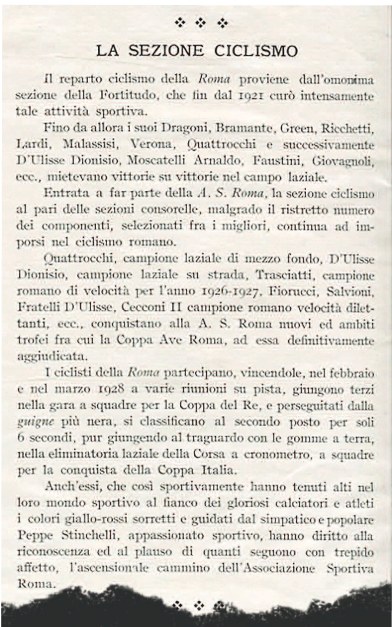
Prima pagina dell'atto di costituzione della Associazione Sportiva Roma Ciclismo

Nel 1928 la società si distingue nelle competizioni su pista e su strada, conquistando podi in gare nazionali e numerosi trofei, tra cui la Coppa Ave Roma, la Coppa Orlando Pace e la Coppa Montecompatri. Il Motovelodromo Appio diventa il fulcro dell’attività su pista, dove l’A.S. Roma Ciclismo ottiene successi di squadra e individuali.
Oltre ai risultati sportivi, la società si afferma anche nell'organizzazione di eventi ciclistici, contribuendo allo sviluppo della disciplina a Roma. Ancora oggi, l’A.S. Roma Ciclismo prosegue la sua attività, mantenendo viva una tradizione che affonda le radici nella storia dello sport capitolino.

### 1931 - 1934: Il primo oro olimpico
Nei primi anni ’30, l’A.S. Roma Ciclismo si afferma sia per i risultati sportivi sia per l’organizzazione di eventi. Nel 1931, il club istituisce la Coppa Attilio Ferraris, gara di 150 km dedicata al capitano della squadra di calcio, vinta da Libero Levantini. L’anno successivo, la competizione vede il successo di Armando Latini e viene elogiata per la sua organizzazione.
Il 1932 segna un traguardo storico: Alberto Ghilardi, tesserato con l’A.S. Roma, conquista la medaglia d’oro ai Giochi Olimpici di Los Angeles con la squadra italiana dell’inseguimento su pista.
Parallelamente emergono nuovi talenti come Mario Gentili, ciclista completo capace di vincere sia su strada che in pista, e Pietro Chiappini, che nel 1933 si distingue tra gli Allievi vincendo la Coppa Campitelli e il Gran Premio Olympia. Chiappini, futuro dirigente del club, diventerà una figura di riferimento per il ciclismo romano.

### 1935–1938: La prima Coppa Italia a squadre e una medaglia d'argento olimpica
Nel quadriennio 1935–1938, l’A.S. Roma Ciclismo consolida la propria presenza nel panorama nazionale, distinguendosi per risultati di rilievo sia su strada che su pista. Nonostante il passaggio al professionismo di Alberto Ghilardi, la squadra conquista nel 1935 la Coppa Italia a squadre, grazie anche alle prestazioni di Edmondo Toccaceli e Pietro Chiappini. Lo stesso anno, si aggiudica anche il titolo italiano nell’inseguimento a squadre.
Nel 1936 tre atleti legati al club — Mario Gentili, Armando Latini e Severino Rigoni — fanno parte del quartetto italiano che conquista la medaglia d’argento olimpica nell’inseguimento ai Giochi di Berlino. Emergono inoltre nuovi talenti come Edoardo Taddei e Marcello Spadolini, confermando la capacità della società di formare ciclisti competitivi a livello nazionale e internazionale.

## Palmarès

### Trofei individuali
- Medaglia d'oro ai Giochi Olimpici: 1

1932 con Alberto Ghilardi
- Coppa Ave Roma: 1

1928 con Mario Gentili
- Coppa Orlando Pace: 1

1928 con Gino Fiorucci
- Coppa Platania: 1

1928 con Gino Fiorucci
- Coppa Nettuno: 1

1928 con Gino Fiorucci
- Coppa Macao: 1

1928 con Gino Fiorucci
- Coppa Montecompatri: 1

1928 con Aldo Ferronado
- Coppa Campitelli: 1

1933 con Pietro Chiappini
- Gran Premio Olympia: 1

1933 con Pietro Chiappini

## Organigramma societario
Di seguito l'organigramma della Roma Ciclismo aggiornato al 1 gennaio 2025.
Consiglio di amministrazione
- Lorenzo Baldesi - Presidente
- Pietro Salza - Vice presidente
- Vincenzo Soria - Vice presidente

Segretario generale
- Flaminia Blasetti